# Martin J. Sherwin
Martin Jay Sherwin (* 2. Juli 1937 in Brooklyn, New York City; † 6. Oktober 2021 in Washington, D.C.) war ein US-amerikanischer Historiker.

## Leben
Martin Jay Sherwin besuchte die James Madison High School und machte 1959 seinen Abschluss am Dartmouth College. Anschließend diente er vier Jahre lang bei der Naval Aire Force, bevor er 1971 an der UCLA im Fach Geschichte promovierte. Für seine Dissertation A World Destroyed: The Atomic Bomb and the Grand Alliance, mit der er die Entscheidung über den Abwurf der Atombombe nachzeichnete, wurde er mit einem American History Book Prize ausgezeichnet. Das Buch wurde in Japanisch veröffentlicht und 1987 sowie 2011 jeweils neu aufgelegt.
Sherwin unterrichtete zeitweise in Berkeley, Princeton und an der University of Pennsylvania, bevor er 1982 Walter S. Dickson Professor of English and American History an der Tufts University wurde. Nach seiner Emeritierung in Tufts wurde er 2007 Professor an der George Mason University. Ein Jahr zuvor wurde er mit dem Pulitzer-Preis für die Beste Biografie über den Physiker Robert Oppenheimer ausgezeichnet. Gemeinsam mit Kai Bird hatte er 2005 American Prometheus: The Triumph and Tragedy of J. Robert Oppenheimer veröffentlicht, welches 2009 unter dem Titel J. Robert Oppenheimer: Die Biographie vom Propyläen Verlag in deutscher Sprache veröffentlicht wurde. Weitere Auszeichnungen waren der National Book Critics Circle Award und der Duff Cooper Prize. Zudem wurde er 2007 in die American Academy of Arts and Sciences gewählt. 
Christopher Nolan adaptierte Sherwins und Birds Oppenheimer-Biografie als Drehbuch und produzierte auf dieser Basis 2023 den Historienfilm Oppenheimer.

## Werk
- A World Destroyed: The Atomic Bomb and the Grand Alliance, New York 1975, ISBN 0-394-72148-9
- American Prometheus: The Triumph and Tragedy of J. Robert Oppenheimer (2005)
  - J. Robert Oppenheimer: Die Biographie, übersetzt von  Klaus Binder und Bernd Leineweber, Propyläen Verlag, Berlin 2009, ISBN 978-3-549-07358-2